# Championnats du monde de ski acrobatique 2009
Navigation
Édition précédente Édition suivante
La 12e édition des Championnats du monde de ski acrobatique (en japonais : 2009年FISフリースタイルスキー世界選手権猪苗代大会) se déroule à Inawashiro au Japon entre le 2 et le 7 mars 2009. L'événement est géré par la Fédération internationale de ski. C'est la seconde fois que le Japon l'accueille après l'édition 1997 de Nagano.
Près de trente nations y participent. Dix épreuves sont programmées, cinq pour les hommes, cinq pour les femmes : cross, sauts, half-pipes, bosses et bosses en parallèle.

## Tableau des médailles
| Rang | Nation     | Or | Argent | Bronze | Total |
| ---- | ---------- | -- | ------ | ------ | ----- |
| 1    | Canada     | 2  | 4      | 3      | 9     |
| 2    | Japon      | 2  | 2      | 0      | 4     |
| 3    | États-Unis | 2  | 0      | 2      | 4     |
| 4    | Autriche   | 1  | 2      | 0      | 3     |
| 5    | Chine      | 1  | 1      | 0      | 2     |
| 6    | France     | 1  | 0      | 2      | 3     |
| 7    | Suisse     | 1  | 0      | 0      | 1     |
| 8    | Finlande   | 0  | 1      | 1      | 2     |
| 9    | Australie  | 0  | 0      | 1      | 1     |
| 9    | Tchéquie   | 0  | 0      | 1      | 1     |

## Résultats

### Hommes
| Épreuves            | Or                 | Argent         | Bronze           |
| ------------------- | ------------------ | -------------- | ---------------- |
| Skicross            | Andreas Matt       | Thomas Zangerl | Davey Barr       |
| Saut                | Ryan St. Onge      | Steve Omischl  | Warren Shouldice |
| Half-pipe           | Kevin Rolland      | Justin Dorey   | Xavier Bertoni   |
| Bosses              | Patrick Deneen     | Tapio Luusua   | Vincent Marquis  |
| Bosses en parallèle | Alexandre Bilodeau | Nobuyuki Nishi | Tapio Luusua     |

### Femmes
| Épreuves            | Or              | Argent        | Bronze            |
| ------------------- | --------------- | ------------- | ----------------- |
| Skicross            | Ashleigh McIvor | Karin Huttary | Méryll Boulangeat |
| Saut                | Nina Li         | Mengtao Xu    | Jacqui Cooper     |
| Half-pipe           | Virginie Faivre | Megan Gunning | Jennifer Hudak    |
| Bosses              | Aiko Uemura     | Jennifer Heil | Nikola Sudová     |
| Bosses en parallèle | Aiko Uemura     | Miki Ito      | Hannah Kearney    |